# در باب زندگی قیصرها
در باب زندگی سزارها (به لاتین: De Vita Caesarum) یا زندگی دوازده سزار، یک مجموعه کتاب تاریخ‌نگاری اثر گایوس سوئتونیوس (۱۲۶–۶۹ بعد از میلاد) است. این کتاب در برگیرنده زندگی‌نامه گایوس ژولیوس سزار (۴۴–۱۰۱پیش از میلاد)، دیکتاتور جمهوری روم، و یازده امپراتور نخست روم است که از آگوستوس ـ نوهٔ خواهر و فرزندخواندهٔ سزار و اولین امپراتور روم ـ شروع می‌شود و با قتل یازدهمین امپراتور یعنی دومیتیانوس در ۱۸ سپتامبر ۹۶ میلادی به پایان می‌رسد و بدینگونه بازه زمانی حدوداً دو سده‌ای را در بر می‌گیرد.
منابعی که این کتاب به آن‌ها ارجاع داده‌است همانا مکتوبات موجود در آرشیو دولتی‌اند، آرشیوی که سوئتونیوس بر حسب مناصب خود بدانان دسترسی داشت: ابتدا به عنوان دبیر آکادمی‌ها در زمان ترایانوس و سپس به عنوان دبیر کتابخانه‌ها و در نهایت به عنوان منشی مراسلات در زمان هادریانوس. این کتاب‌ را احد علیقلیان به فارسی ترجمه و انتشارات‌های نی و کتاب سده آن را چاپ کرده‌اند.

## ساختار کتاب
این سری کتاب‌ها در زمان امپراتور هادریانوس نگاشته شدند، و به گایوس سپتیکیوس کلاروس که یک فرمانده پرتورین بود، تقدیم کرد و شامل بخش‌های زیر است:
- کتاب اول: ژولیوس سزار[یادداشت ۶]
- کتاب دوم: آگوستوس[یادداشت ۷]
- کتاب سوم: تیبریوس
- کتاب چهارم: کالیگولا
- کتاب پنجم: کلودیوس
- کتاب ششم: نرون
- کتاب هفتم: گالبا، اتو، ویتلیوس
- کتاب هشتم: وسپاسیانوس، تیتوس، دومیتیانوس (موسوم به دودمان فلاویان)

در تشریح هر امپراتور، سوئتونیوس از خط مشی خاصی پیروی کرده که ـ به‌رغم تغییراتش بر حسب مقتضیات مؤلف ـ در مجموع یکی و یکسان باقی‌می‌مانَد: توصیف اصل و نسب خانوادگی هر امپراتور، منصب او پیش از رسیدنش به قدرت، زندگی عمومی و اقداماتش در روم، زندگی خصوصی، خصایص فیزیکی، و روزهای پایانی پیش از مرگش.
به عنوان عضو دربار امپراتوری، سوئتونیوس از بایگانی‌های امپراتوری برای یافتن شواهد عینی و غیر آن، مراسلات، فرامین سنا، صورت‌جلسات سنا، آثار از میان رفتهٔ آسینیوس پولیو و آئولوس کرموتیوس کوردوس و نیز اثری به نام اقدامات خداوندگار آگوستوس بهره‌گرفت. بدین‌ترتیب سوئتونیوس به منابعی دست اول دسترسی داشت، و حتّی از منابع غیررسمی نیز بهره‌گرفت، همچون نوشته‌های پروپاگاندایی و افتراآمیز و حتّی شواهد لفظی.
با وجود آنکه سوئتونیوس هرگز یک سناتور نبوده‌است جانب سنا را، که ضدیت‌های بسیاری با امپراتورهای اولیه داشت، می‌گرفت. با وجود این، اثر او نقش مهمی دارد: برای نمونه، منبعی اساسی برای زندگی کالیگولا و نیز دیگر جنبه‌هایی است که منابع دیگر همچون تیتوس لیویوس یا تاسیتوس فاقد آن هستند.
اثر او به عنوان نمونه‌ای (مدلی) برای زندگی‌نامه‌های سلطنتیِ نگاشته شده در سده دوم از سوی ماریوس ماکسیموس نیز به‌کار رفت؛ هر چند کتاب ماکسیموس از دست رفته ولی خود یکی از منابع اساسی برای کتاب معروف بعدی یعنی تاریخ آگوستی بود، کتابی که نوعی ادامهٔ کتاب سوئتونیوس است و در آن در باب امپراتورهای رومی سده‌های دوم و سوم (از هادریانوس تا نومریانوس) سخن رفته‌است. حتّی در سده نُهم نیز اینهارد در نگارش کتاب خود با عنوان «زندگی شارلمانی» سوئتونیوس را الگوی خود قرار داد.

## رونویسی از آن
بر طبق گزارش جان لیدیایی، در سده ششم میلادی نسخه‌هایی از در باب زندگی قیصرها حتّی با همان مقدمه کاملی که برای گایوس سپتیکیوس کلاروس نوشته شده بود و با شروع از بخش زندگی سزار، رواج داشتند. سه سده بعد، هنگامی‌که لوپوس، سرپرست صومعهای در فرانسه، دانست که در صومعهٔ قدیس بونیفاچو در فولدا واقع در آلمان یک نسخه از زندگی قیصرها وجود دارد، خواستار آن شد که یک کپی رونویسی شده از آن برای وی ارسال شود. تاریخ‌نگاران بر این باورند که نسخهٔ رونویسی شده در حدود ۸۸۴ برای لوپوس فرستاده شد و بعداً به‌همراه نمونه اصیلی که در فولدا نگه‌داری می‌شد، از بین رفت؛ تمامی کپی‌های بعدیِ این اثر از همین نسخهٔ رونویسی شده نشأت گرفته‌اند.

## پانوشت‌ها
1. ↑  Lanciotti, Settimio (۱۹۸۲). (Prefazione a Vite dei Cesari, edizione BUR (Biblioteca Universale Rizzoli. Milano. ص. ۲۳.